# Sovjetske deportacije iz Besarabije in severne Bukovine
Sovjetske deportacije iz Besarabije in Severne Bukovine so se zgodile med koncem 1940 in 1951 kot del politike političnega zatiranja Jožefa Stalina, ki je bila naperjena proti možnemu nasprotovanju sovjetski oblasti (glej Selitve prebivalstva v Sovjetski zvezi ). Deportirani so bili praviloma preseljeni v tako imenovana 'posebna naselja' (спецпоселения) (glej Neprostovoljna naselja v Sovjetski zvezi ).
Deportacije so se začele po sovjetski okupaciji Besarabije in severne Bukovine junija 1940. Po tajnem poročilu sovjetskega ministrstva za notranje zadeve iz decembra 1965 je bilo iz Moldavske sovjetske socialistične republike v obdobju 1940−1953 deportiranih 46.000 ljudi. 

## 1940–1941
Zaradi pakta Molotov – Ribbentrop iz avgusta 1939 je bila romunska vlada prisiljena sprejeti sovjetski ultimat 26. junija 1940 in se umakniti iz Besarabije in severne Bukovine. Te regije (kot tudi območje Hertza ) so bile nato vključene v Sovjetsko zvezo, večina Besarabije  kot Moldavska SSR, severna Bukovina pa kot del ukrajinske SSR.
12. in 13. junija 1941 je bilo 29.839 članov družin »kontrarevolucionarjev in nacionalistov« iz Moldavske SSR ter iz Černovcev (Severne Bukovine) in Izmailske oblasti Ukrajinske SSR deportiranih v Kazahstan, Komi ASSR, Krasnojarsko pokrajino ter Omsko in Novosibirsko oblast. Za usodo ene od deportirancev iz Besarabije glej primer Eufrosinije Kersnovske. Za te deportacije iz Besarabije in severne Bukovine je bil zadolžen gruzijski uradnik NKVD Sergo Goglidze, zaupni sluga Lavrentija Berije.

### Mobilizacija delovne sile
V letih 1940 in 1941 je bilo na celotnem ozemlju Sovjetske zveze mobiliziranih za delo 53 356 ljudi iz Besarabije in severne Bukovine; čeprav naj bi mobilizacija za delo bila prostovoljna, bi zavrniti delo lahko pomenilo kazen, življenjski in delovni pogoji pa so bili na splošno slabi. :43

### Posledice
Profesor Rudolph Rummel je ocenil, da je bilo v letih 1940–1941 preganjanih, vpoklicanih v prisilna delovna taborišča ali izgnanih s celo družino 200.000 - 300.000 romunskih Besarabcev, od katerih 18.000 do 57.000 ni preživelo.  Po nekaterih ocenah ) je bilo v enem letu pobitih in deportiranih 12% prebivalstva obeh provinc.

## 1942
22. junija 1941 je nacistična Nemčija skupaj z več drugimi državami, med drugim z Romunijo (katere glavni cilj je bil ponovno priključiti Besarabijo in Severno Bukovino v romunsko državo), napadla Sovjetsko zvezo (glej Operacija Barbarossa). Po začetku vojne je v ZSSR prišlo do nadaljnjih deportacij. Aprila 1942 so s Krima in s Severnega Kavkaza ponovno deportirali romunske izgnance in nekatere druge narodnosti. Junija 1942 so bili Romuni in drugi deportirani tudi iz Krasnodarske pokrajine in Rostovske oblasti. 

## 1949
6. aprila 1949 je Politični urad Centralnega komiteja izdal odločbo št. 1290-467cc, v kateri je pozval, da se 11.280 družin iz moldavske SSR deportira kot kulake ali sodelavce z nacistično Nemčijo med drugo svetovno vojno. Na koncu je bilo 6. julija 1949 pridržanih in deportiranih 11.239 družin, skupaj 35.050 oseb, ostali pa so bodisi pobegnili bodisi so bili oproščeni zaradi svojega prispevka k sovjetskim vojnim prizadevanjem ali podpore kolektivizaciji.:49 V interpelaciji v romunskem parlamentu leta 2009 je mednarodni sodnik in politik Tudor Panțîru navedel 40.000 za število deportirancev   6-7. julija.

## 1951
19. februarja 1951 je Viktor Abakumov Stalinu poslal tajno obvestilo, s seznamom za predvideno število izgnanih jehovistov iz Ukrajine, Belorusije, Estonije, Latvije, Litve in Moldavije, pri čemer je bilo za slednje navedel 1.675 oseb (670 družin). 3. marca je Svet ministrov ZSSR izdal ustrezen odlok, ki mu je sledila odredba Ministrstva za državno varnost z dne 6. februarja. 24. maja je Svet ministrov Moldavske republike republike republike izdal odlok o zaplembi in prodaji premoženja deportirancev. Operacija Sever se je začela 1. aprila 1951 ob 4.00 zjutraj, aretacije pa so se nadaljevale do 2. aprila. Izseljenci so bili uvrščeni med 'posebne naseljence'. Iz moldavske SSR je bilo v noči s 31. marca na 1. april 1951 deportiranih 723 družin (2.617 oseb), vsi člani neo-protestantskih sekt, večinoma Jehovove priče, ki so bili kvalificirani kot verski elementi in potencialna nevarnost za Komunistični režim. V prej omenjeni interpelaciji navaja Panțîru, da so 1. aprila 1951 približno 6000 etničnih Romunov iz moldavske SSR deportirali v Srednjo Azijo.

## Zapuščina
- Združenje nekdanjih deportirancev in političnih pripornikov

## Spomenik
V spomin na deportacije so blizu glavne postaje v Kišinjevu postavili spomenik žrtvam stalinizma.

## Galerija
- 70 let od prve deportacije 1941–2011. Moldavska pošta 2011.
- Spomenik deportiranim pred Železniško postajo v Kišinjevu